# Jernit (avlsgård)
 For alternative betydninger, se Jernit. (Se også artikler, som begynder med Jernit)
Jernit er en avlsgård under Frijsenborg Gods. Jernit er dannet i 1835. Gården ligger 4 km øst for Hammel, nord for vejen til Folby i Hammel Sogn i Favrskov Kommune. 
Jernit er på 398 hektar.

## Ejere af Jernit
- (1835-1849) Jens Christian lensgreve Krag-Juel-Vind-Frijs
- (1849-1882) Christian Emil lensgreve Krag-Juel-Vind-Frijs
- (1882-1923) Mogens Christian lensgreve Krag-Juel-Vind-Frijs
- (1923) Inger Dorthe komtesse Krag-Juel-Vind-Frijs gift von Wedell
- (1923-1958) Julius Carl Hannibal lensgreve von Wedell
- (1958-1982) Charles Bent Mogens Tido lensgreve von Wedell
- (1982-) Bendt Tido Hannibal lensgreve von Wedell